# Yttersthällan
Yttersthällan is een Zweeds zandbank of rotseiland behorend tot de Lule-archipel. Het eiland ligt ten zuidoosten van Långön. Yttersthällan maakt deel uit van Långöhällorna; een verzameling zandbanken of rotseilenden, die tot vogelbeschermingsgebied is verklaard. Het eiland heeft geen oeververbinding en is onbebouwd.